# Isaac Fraga Penedo
Isaac Fraga Penedo (Seoane de Arcos, O Carballiño, 1888 - Vigo, 1982) va ser un productor i empresari cinematogràfic gallec.

## Trajectòria
Va estudiar com a seminarista abans d’emigrar a Buenos Aires i va ser allà on va conèixer el cinematògraf. Va tornar a Galícia i es va convertir en un dels primers expositors de cinema itinerant que recorrien la geografia gallega. El 1909 es va estrenar com a exhibicor de cinema a Santiago de Compostel·la amb un pavelló situat al passeig da Ferradura que va ser el més visitat de l'Exposició regional. Va simultanejar aquest pavelló amb un altre instal·lat a l'Alameda, que funcionava amb el nom de Gran Cine Fraga. A Compostel·la també va llogar els locals del Recreo Artístico i del Salón Apolo aquell mateix any, a més del Teatre Principal. Un cop consolidada la seva posició a Compostel·la i zones estivals de la ciutat com Vilagarcía de Arousa el 1913 van començar la seva expansió que el va consolidar com l'empresari més important del sector a Galícia.
Entre 1914 i 1919 es va fer càrrec de la gestió dels principals locals de Vigo, La Corunya, Ourense, Lugo, Pontevedra i Monforte de Lemos. A més, la Revista Fraga es va distribuir a les societats recreatives i hotels. El 1920 va crear a Compostela el Taller d'Art i Propaganda de la Companyia Fraga, dirigit per Camilo Díaz Baliño. Als anys vint es va traslladar a Madrid, i va tenir locals a Gijón, Castro Urdiales, Santander, Barakaldo, Bilbao, Salamanca, Burgos o Valladolid. També va dirigir la representació comercial d'aparells i maquinària cinematogràfics de les marques més prestigioses de l'època, com Pathé, Gaumont, AEG o Ertel-Werke-Munich.
El 1921 va debutar com a productor i va presentar la sèrie documental España en África, tres entregues filmades per l'operador Enrique Franco sobre guions d'Alejandro Pérez Lugín. En aquest sentit, com a productor, va mostrar interès pel cinema bèl·lic realitzant els documentals Operaciones en Ras-Medua, Regimientos heroicos, Los novios de la muerte o Las baterías gallegas. Així, va conèixer José Millán-Astray i Francisco Franco i va tenir contacte amb importants membres dels cercles africanistes, cosa que explica la seva postura posterior quan es va produir el cop d'estat del 18 de juliol de 1936. Durant aquest període va crear Films Patria i va promoure la producció de la sèrie Arriba España! La Reconquista de la Patria (1936-1938).

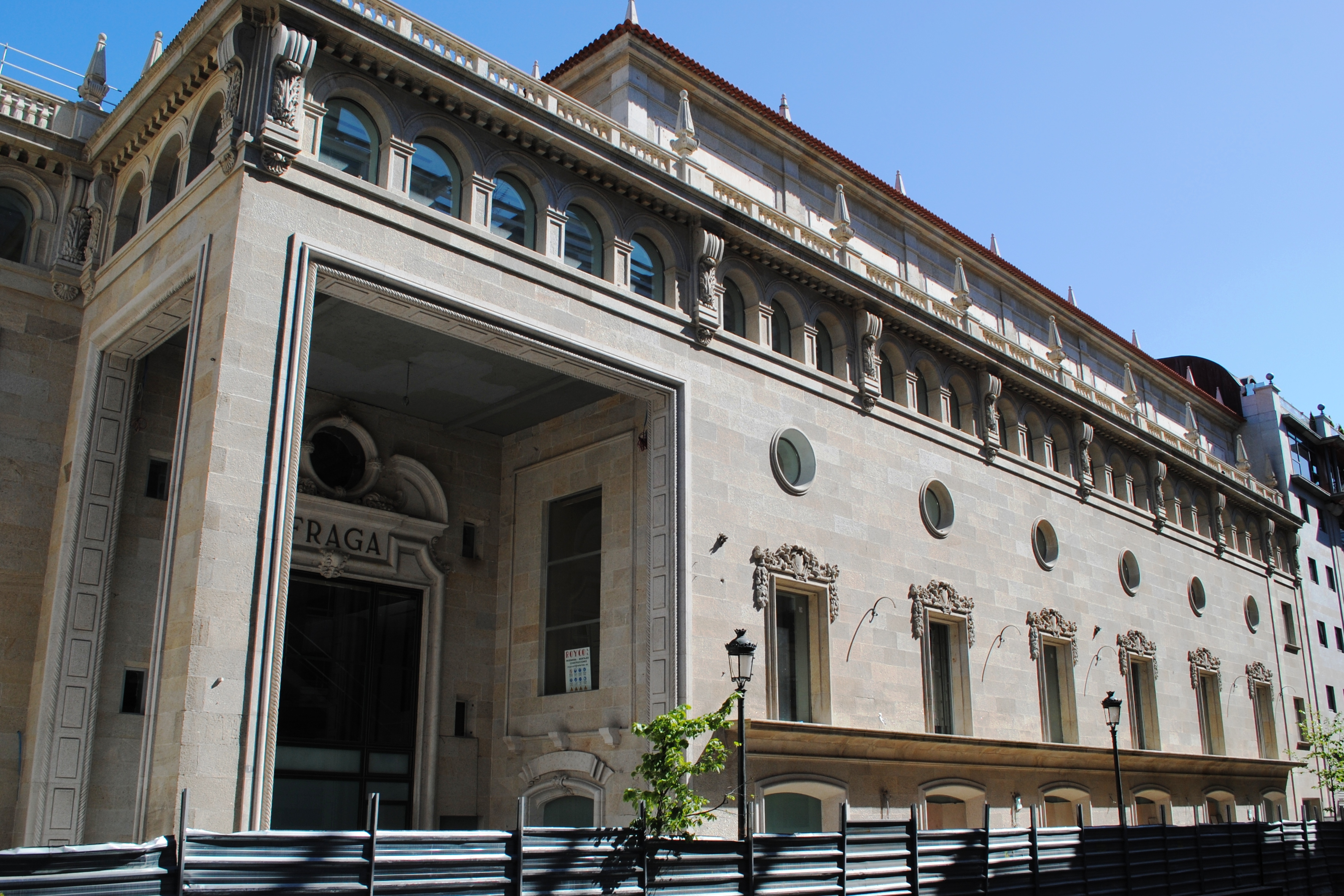
Teatro Cine Fraga, a la rúa Uruguai de Vigo. Obra de 1942, original de Luis Gutiérrez Soto per encàrrec d'Isaac Fraga. Restaurat per César Portela.

Com a resultat de la seva posició dominant, la'Empresaa Fraga va estar millor preparada per abordar l’aparició del cinema sonor. El 14 de març de 1930 va presentar The Singing Fool al cine Tamberlinck de Vigo, la primera pel·lícula sonora projectada a Galícia. Més tard, l'Empresa Fraga va sortir molt potenciada i, des dels anys quaranta, el cinema fou un bon negoci. El 1940 va decidir construir un local que seria l'emblema de la companyia i el 27 de març de 1948 es va inaugurar oficialment a Vigo el Teatro Cine Fraga. Després d'uns anys de recessió va arribar l’època daurada dels anys 70. A partir de llavors, la companyia Fraga va iniciar un declivi progressiu que va culminar amb la mort de l'empresari i fundador.